# Élisabeth Guigou
Pour les articles homonymes, voir Guigou.
Élisabeth Guigou, née Vallier le 6 août 1946 à Marrakech (Maroc), est une femme politique française.
Membre du Parti socialiste, elle est la première femme nommée à la tête d'un ministère régalien en France lorsqu'elle devient garde des Sceaux, ministre de la Justice, en 1997.
Élue députée dans le Vaucluse (1997) puis dans la Seine-Saint-Denis (2002-2017), elle préside la commission des Affaires étrangères de l'Assemblée nationale de 2012 à 2017.

## Biographie

### Enfance et formation
Née Élisabeth Vallier le 6 août 1946 à Marrakech,, elle est issue d'une famille provençale originaire d'Apt. Elle a passé son enfance et son adolescence à Marrakech où elle est née. Son père Georges Vallier, né à Beaucaire (Gard) en 1920, horticulteur et propriétaire au Maroc d'une usine agroalimentaire, a épousé Jeannine Flecchia (1920-2010) à Marrakech en 1943. Après l'indépendance du Maroc le 2 mars 1956, la famille revient en France.
Elle fait ses études secondaires au Maroc, au lycée Victor-Hugo de Marrakech et au lycée Descartes de Rabat. Elle est licenciée en anglais de la faculté des lettres de Montpellier et est diplômée d'études supérieures en littérature américaine de l'Université Paul-Valéry Montpellier 3. Son mémoire porte sur Jack Kerouac et la Beat Generation. Elle est par ailleurs diplômée d'études universitaires générales en sciences économiques et sociales de l'Université d'Aix-Marseille.
Elle prépare l'ENA au centre de préparation à l’administration générale (CPAG) de l'Institut d'études politiques d'Aix-en-Provence.
Elisabeth Guigou est diplômée de l'École nationale d'administration (promotion Simone-Weil).

### Vie familiale
Le 4 août 1966, elle épouse Jean-Louis Guigou, conseiller technique de Michel Rocard, agrégé d'économie, professeur d'université, ayant également exercé diverses fonctions publiques (dont délégué de la DATAR). Ils ont un enfant prénommé Édouard, né en 1980.

### Carrière professionnelle
À sa sortie de l'ENA en 1974, Élisabeth Guigou est nommée administratrice civile au ministère des Finances où elle restera jusqu'en 1979, date à laquelle elle part comme attachée financière auprès de l'ambassade de France en Grande-Bretagne. En 1981 et 1982, elle rejoint la direction du Trésor en qualité de chef de bureau des États d'Europe, d'Amérique et d'Asie. Secrétaire générale du Club de Paris, elle est la première directrice de cabinet du directeur du Trésor.
En 1982, elle est conseillère technique au cabinet de Jacques Delors, ministre de l'Économie et des finances, avant d'être nommée conseillère technique au secrétariat général de l'Élysée, chargée de l'économie internationale, du commerce extérieur, des affaires européennes et des sommets économiques internationaux, poste qu'elle occupera jusqu'en 1988.
De 1985 à 1990, Élisabeth Guigou exerce la fonction de secrétaire générale du Comité interministériel pour les questions économiques de coopération européenne (SGCI), auprès du Premier ministre, poste dans lequel elle va coordonner les positions françaises à Bruxelles. De 1988 à 1990, elle est chargée de mission auprès du président de la République, pour l'Europe et l'Économie internationale.

### Parcours politique

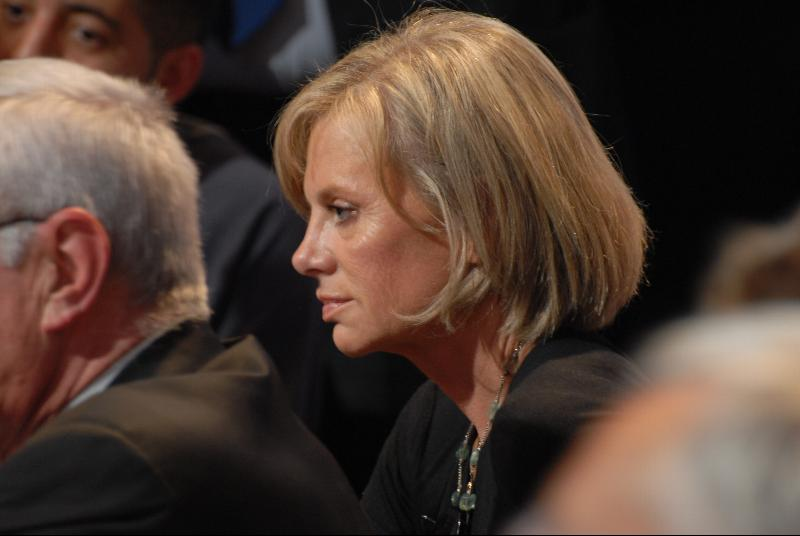
Élisabeth Guigou, à un meeting de Ségolène Royal, en 2007.

Élisabeth Guigou s'engage en politique dans les années 1960 à la Convention des institutions républicaines, puis au PSU de Michel Rocard dans les années 1970 et enfin au PS à partir de 1973. Issue de la promotion Simone-Weil de l'ENA, elle entre au cabinet de Jacques Delors en 1982, avant de rejoindre celui de François Mitterrand à l’Élysée où elle est chargée des questions économiques et financières internationales. En 1986, outre ses fonctions à la présidence de la République, elle est nommée secrétaire générale du comité interministériel pour les questions économiques européennes. En 1988, elle est chargée par le président de la République de la coordination de la politique de la France à l'égard des pays de l'Est.
Elle est membre du conseil politique de la « Fondation Agir contre l'exclusion » de Martine Aubry.
D’octobre 1990 à mars 1993, elle est ministre déléguée aux Affaires européennes, remplaçant Édith Cresson. Elle participe à la rédaction, à la négociation et à la mise en place du traité de Maastricht. Lors de la campagne pour le référendum de ratification du traité à l'été 1992, elle parcourt la France et le grand public découvre cette nouvelle femme politique. Elle promet alors : « L'Europe ne vous enlèvera rien. Et surtout pas vos avantages sociaux. La monnaie unique permettra de nous protéger contre les effets des désordres monétaires internationaux et des récessions chez les autres ».
Poussée par François Mitterrand, elle s'engage dans la campagne des régionales de 1992 en Provence-Alpes-Côte d'Azur, où elle conduit la liste dans le département de Vaucluse, la liste des Bouches-du-Rhône étant conduite par Bernard Tapie.
En 1994, elle se présente aux élections européennes et est élue au Parlement européen. Elle devient présidente de la délégation socialiste française au Parlement européen et entre au Conseil national et au Bureau national du PS. Elle représente le Parlement européen à la Conférence intergouvernementale qui négocie le traité d'Amsterdam[réf. nécessaire].
Elle entre en janvier 1996 au secrétariat national du PS, où elle est chargée des questions sociales par Lionel Jospin, premier secrétaire.
En 1997, elle est élue députée du Vaucluse. En juin 1997, elle est nommée garde des Sceaux puis en octobre 2000, ministre de l'Emploi et de la Solidarité dans le gouvernement Lionel Jospin. Elle refuse d'intervenir dans les dossiers judiciaires individuels tout en conduisant une politique pénale autour de quelques grandes priorités : associer prévention-sanction-réinsertion contre la délinquance, respecter la présomption d'innocence, diminuer la surpopulation pénitentiaire et rénover les prisons, organiser le suivi social et judiciaire des délinquants sexuels.
Elle organise la fin du monopole des commissaires-priseurs sur les ventes publiques et la réforme de la carte judiciaire des tribunaux de commerce. Elle défend aussi la parité en politique et fait réformer la Constitution en ce sens. Elle porte la loi du 16 mars 1998 relative à la nationalité, dite « loi Guigou ». Elle fait adopter une loi contre la corruption, et avec Dominique Strauss-Kahn la première liste des paradis fiscaux[réf. nécessaire]. Elle défend l'adoption du PACS et se prononce à cette occasion contre le mariage et l'adoption pour les couples homosexuels. Elle fait faciliter les procédures de divorce. Elle fait aussi prévaloir les droits des jeunes issus de l'immigration mais nés en France, de devenir français automatiquement et se prononce pour le droit de vote des étrangers non européens aux élections locales.
Candidate aux élections municipales de 2001 à Avignon, elle est largement battue au second tour par Marie-Josée Roig, maire RPR sortante. Elle décide alors de se présenter dans la Seine-Saint-Denis en 2002, où elle est élue députée de la neuvième circonscription de la Seine-Saint-Denis. Elle est réélue en 2007. En 2008, elle participe à la victoire du PS à la mairie de Noisy-le-Sec, dont elle devient maire-adjointe chargée de l'intercommunalité, mais des discordes dans la majorité municipale amènent à des élections anticipées en 2010 remportées par la droite.
Elle est présidente fondatrice et coprésidente de l'association Europartenaires, son propre cercle patronal, et son lobby féministe Femmes d’Europe. En outre, elle siège au conseil d’administration de la fondation de Jacques Delors, Notre Europe. Elle a défendu le « oui » au référendum du 29 mai 2005, avec bonheur dans sa fédération socialiste en 2004, mais sans succès envers ses électeurs l'année suivante. Élisabeth Guigou est aussi membre du conseil d'administration du think tank Les Amis de l'Europe. En 1990, elle entre au club Le Siècle. Elle copréside, avec Abderrahmane Hadj-Nacer, le comité de pilotage politique du Think Tank Ipemed qui se consacre à la coopération euro-méditerranéenne. Elle est encore membre de la Commission Trilatérale. Par ailleurs, depuis avril 2011, elle est membre d'honneur du think tank « Des femmes au service de l'homme », un think tank exclusivement féminin. Son nom circule pour être nommé chef de la diplomatie européenne mais celui de Catherine Ashton est retenu,. À partir de 2014, elle préside la Fondation Anna Lindh.
Après la démission de la ministre des Affaires étrangères Michèle Alliot-Marie pour des propos maladroits et sa proximité avec le régime Ben Ali en Tunisie, Élisabeth Guigou est mise en cause pour sa proximité avec Aziz Miled, qui est alors vice-président du conseil de surveillance et l'un des financiers de l'Institut de prospective économique du monde méditerranéen (Ipemed), une association créée en 2006 parrainée par l'ancienne ministre de la Justice, dont le mari, Jean-Louis Guigou, est alors délégué général. Elle en démissionne le lendemain.
Lors de l'investiture pour les élections législatives de 2012, la sixième circonscription de Seine-Saint-Denis a été réservée pour la parité par le PS. Sa circonscription étant remodelée lors du redécoupage électoral de 2009, elle se présente dans la nouvelle sixième circonscription, qui regroupe les villes d'Aubervilliers et Pantin, après s'être soumise au vote des militants. Après avoir été réélue, elle se déclare candidate à la présidence de l’Assemblée nationale, mais est devancée lors du vote interne au groupe socialiste par Claude Bartolone et Jean Glavany. Elle devient finalement présidente de la commission des Affaires étrangères de l'Assemblée nationale, fonction qu'elle occupe en 2012 à 2017.
Elle annonce en mars 2014 son intention de briguer la succession de Catherine Ashton au poste de Haut Représentant de l'Union pour les affaires étrangères et la politique de sécurité après les élections européennes de mai 2014. C'est finalement l'italienne Federica Mogherini qui est désignée.
Elle parraine la candidature de Benoît Hamon pour l'élection présidentielle de 2017. Candidate à sa réélection lors des élections législatives de 2017, elle est battue dès le premier tour. Par la suite, elle déclare qu'elle « arrête la politique d’un point de vue électoral ».
Le 14 mai 2019, dans une tribune, elle annonce son soutien à la liste « Renaissance », portée par la majorité présidentielle, pour les élections européennes 2019. Elle y défend notamment la vision d'Emmanuel Macron et son « mérite » sur la souveraineté européenne, la transition écologique, la cohésion européenne, la culture et l'éducation. Elle soutient également l'idée d'une coalition alliant les Verts, les sociaux-démocrates et les éventuels élus de la liste Renaissance.
En décembre 2020, elle devient présidente de la Commission indépendante sur l'inceste et les violences sexuelles faites aux enfants,. Elle en démissionne le 13 janvier 2021, alors qu'Olivier Duhamel, dont elle est proche, est accusé d'inceste.
Elle soutient Emmanuel Macron pour l'élection présidentielle de 2022. Elle fait partie de ses « relais de la société civile » dans le domaine de la justice. En février 2023, elle est nommée par le président de la République membre du Conseil supérieur de la magistrature.

## Détail des mandats et fonctions

### Au Parlement européen
- 1994-1997 : députée européenne[29].

### À l’Assemblée nationale
- 1er juin 1997 – 4 juillet 1997 : députée de la 1re circonscription de Vaucluse (démission en raison de ses fonctions ministérielles).
- 16 juin 2002 – 19 juin 2007 : députée de la 9e circonscription de la Seine-Saint-Denis.
- 17 juin 2007 – 19 juin 2012 : députée de la 9e circonscription de la Seine-Saint-Denis.
  - 28 juin 2007 – 1er juillet 2009 : vice-présidente de la commission des Affaires étrangères.
  - 5 octobre 2010 – 2 octobre 2011 : vice-présidente de l'Assemblée nationale.
- 19 juin 2012 – 20 juin 2017 : députée de la 6e circonscription de la Seine-Saint-Denis.
  - 28 juin 2012 – 20 juin 2017 : présidente de la commission des Affaires étrangères de l'Assemblée nationale.

### Au niveau local
- 1992-2001 : conseillère régionale de Provence-Alpes-Côte d'Azur.
- mars 2008 - décembre 2010 : adjointe au maire de Noisy-le-Sec.

### Au sein du PS
- Membre du bureau national du PS.
- Secrétaire nationale du PS, chargée de la réforme de l'État et des collectivités territoriales (décembre 2008 – 2012).
- Secrétaire nationale du PS, chargée des questions sociales (1995-1997).
- Responsable du pôle institutions et territoires au Parti socialiste (depuis juin 2009).

### Autres fonctions
- Membre du groupe européen de la Commission trilatérale.

## Décoration
- Ordre du Ouissam alaouite (1996)[30]
- Chevalière de la Légion d'honneur (14 juillet 2018)[31]

## Publications
- Pour les Européens, Flammarion, 1994.
- Être femme en politique, Plon, 1999.
- Une femme au cœur de l’État, Fayard, 2000, entretiens avec Pierre Favier et Michel Martin-Roland.
- Exclusion sociale et Pauvreté en Europe, La Documentation française, 2001.
- Le sacre du temps libre, L'Aube, 2002.
- Exclusion et liens financiers : Rapport du Centre Walras 2002, Economica, 2002.
- Je vous parle d'Europe, Le Seuil, 2004.
- Rallumer les étoiles, Calmann-Lévy, 2006.
- Pour une Europe juste, Le Cherche Midi, 2011
- L'Europe. Les défis à venir de la première puissance économique mondiale, Le Cherche Midi, 2014